# Émile Schwartz
Émile Schwartz   (París, 8 de febrer de 1858 - 4 de juny de 1928) Compositor, interprete de viola, i professor de teoria musical al Conservatori de París, on entre els seus alumnes tingué a Georges Dandelot.

## Font
- Manual del cantant i del professor vocal / pels doctors P. Hamonic i E. Schwartz, 1888.
- Manual teòric i pràctic de lectura musical i instrumental [Música impresa] / per Émile Schvartz, 1955
- SACEM, 1971: Schvartz Emile Jean Baptiste, també conegut com a Jacques Orly. - El Conservatori Nacional de Música i Declamació / de Constant Pierre, 1900: Schvartz Emile Jean Baptiste
- BN Cat. gen.: Schwartz (E.), professor de veu